# Sgor Gaibhre
Sgor Gaibhre är ett berg i Storbritannien.   Det ligger i kommunen Perth and Kinross och riksdelen Skottland, i den nordvästra delen av landet, 600 km nordväst om huvudstaden London. Toppen på Sgor Gaibhre är 955 meter över havet, eller 417 meter över den omgivande terrängen. Bredden vid basen är 9,9 km. Sgor Gaibhre ingår i Beinn Pharlagain.
Terrängen runt Sgor Gaibhre är huvudsakligen kuperad. Trakten runt Sgor Gaibhre är nära nog obefolkad, med mindre än två invånare per kvadratkilometer. Trakten runt Sgor Gaibhre består i huvudsak av gräsmarker.